# Autumn's Concerto
Autumn's Concerto (ch. trad. : 下一站, 幸福 ; py : Xià Yí Zhàn, Xìngfú), connu aussi sous le tire de Next Stop, Happiness, est un drama taïwanais en 21 épisodes de 60 minutes et diffusé entre le 4 octobre 2009 et le 28 février 2010 sur TTV.
Cette série est inédite dans les pays francophones.

## Synopsis
Ren Guang Xi est le fils de la doyenne de son université où il est étudiant en droit et est également un très bon joueur de hockey sur glace. Il semble mener une vie parfaite mais en réalité, il est très solitaire et sa vie manque de joie, de rires et de motivation jusqu'au jour, où il rencontre Liang Mu Cheng, la nouvelle vendeuse de bento dans la cafétéria de son université. Liang Mu Cheng est orpheline après avoir perdu ses parents très jeune et vit chez sa belle-mère et le compagnon de celle-ci.
Ren Guang Xi fait un pari avec ses amis pour voir s'il pouvait obtenir un baiser de Liang Mu Cheng en vingt-quatre heures. Ce pari va les réunir et faire que Ren Guang Xi commence lentement à changer grâce à Liang Mu Cheng qui lui enseigne comment donner et recevoir de l'amour. Mais une tragédie éclate, Ren Guang Xi est atteint d'une tumeur au cerveau qui a été la cause de tous ses fauteurs de troubles.
Ses chances de survie sont très faibles, à moins qu'il accepte le nouveau processus chirurgical fondé par le père de He Yi Qian. Pendant l'opération cérébrale de Ren Guang Xi, la mère de Guang Xi supplie Liang Mu Cheng de le quitter, cette dernière n'a pas le choix et s'en va pour éviter que Ren Guang Xi prend des grands risques. Plus tard, elle apprend qu'elle est enceinte de Ren Guang Xi.
Six ans plus tard, Liang Mu Cheng vit une vie tranquille avec son fils, Xiao Le. Tandis que Ren Guang Xi qui a perdu la mémoire pendant son opération, ne se souvient pas Liang Mu Cheng. Il est engagé grâce à Yi Qian, et est devenu un brillant avocat. Ren Guang Xi défend son client accusé de viol. Après avoir remporté le procès, son client humilie la victime qui a porté plainte et des souvenirs de l'affaire Liang Mu Cheng lui reviennent en mémoire. Il frappe son client et à la suite de ces actions, il a été condamné à 240 heures de service communautaire. Il l'envoie dans la même ville où habite Liang Mu Cheng et son fils, Xiao Le ...

## Distribution

### Acteurs principaux
- Ady An : Liang Mu Cheng
- Vanness Wu : Ren Guang Xi
- Tiffany Hsu : He Yi Qian
- Chris Wu (en) : Hua Tuo Ye
- Xiao Xiao Bin : Xiao Le

### Acteurs secondaires
- Zheng You Jie : Xu Fang Guo
- Linda Liu : Fang De Rong
- Renzo Liu : Lin (juriste)
- Tao Chuan Zheng : He Zhen Tang 何振堂
- Xie Qiong Nuan (謝瓊煖) : Lin Li Xia
- Chen Mu Yi : Zhou Jin Cai 周進財
- Alice (艾莉絲) : Zhang Ai Li 張艾莉
- Zhao Si Shi (趙思碩) : A Jian 阿健
- Figaro Tseng (en) : Jacko
- Shen Zong Lin (沈宗霖) : A Nuo 阿諾
- James Wen (en) : Liang Yun Zhong 梁允中
- Lin Jian Huan (林健寰) : père de Guang Xi
- Jian Han Zhong (簡翰忠) : police
- Harry Zhang : Luo Jia Da 羅家達
- Fu Lei (傅雷) : Photographe
- Derrick Chang : Gary, secrétaire et assistante de Guang Xi
- Yao An Qi (姚安琪) : Wu Li Hua 吳麗花
- Gu Han Yun : Tao Da Yi 陶大義
- Chen Yi Xuan (陳翊萱) : Chen (docteur)
- Lin Mei Xiu : Hua Tian Xi Shi 花田喜氏
- Lin Jun Yong (林埈永 / 綠茶) : Hua Sheng Bin 花昇彬
- Chen Wei Min : Hua Huo 花霍
- Amanda Zhu : Hua Ci Xin (花癡心), une femme de ménage adoptée par la mère de Tuo Fe
- Chang Qing (長青) : Hua Ze Lei 花澤類
- Deng Yun Ting (鄧筠庭) : Tang Tang (糖糖), camarade de classe et ami de Xiao Le
- Chen Zi Xian (陳咨憲) : Hua Hong 花轟
- Ssu Jung (思蓉) : Hua Sha Sha 花煞煞
- Hsia Ching Ting : Fang Ge (方哥), un chef de gang infâme triades[pas clair]
- Melanie Li : Professeur

## Production

### Casting
En décembre 2008, le tournage de la série débute pour commencer les préparations. Les acteurs prévus pour les rôles principaux sont l'acteur Ming Dao et l'actrice sud-coréenne Yoo Ha-na.
En février 2009, la série procède à changement de l'actrice pour le rôle de Liang Mu Cheng et remplace Yoo Ha-na. Yoo Ha-na rencontre des problèmes contractuels ainsi qu'avec son manager de son agence. Elle a essayé de communiquer en compagnie de son traducteur pour arranger la situation mais la chaine SETTV avait déjà décidé de changer le premier rôle féminin. La productrice Chen Yu Shan a déclaré qu'au cours de ces quelques années, ils ont continuellement invités Yoo Ha-na de rejoindre de leur contrat, mais elle a toujours répondu qu'elle était occupée.
Ensuite, Vanness Wu remplace Ming Dao pour le rôle principal, Ren Guang Xi en raison des problèmes de planning dus à l'absence temporaire de l'acteur en juin 2009,.

### Tournage
Le tournage de la série a commencé en juin 2009 et a terminé en décembre 2009. À la suite de problèmes avec le script et du changement d'acteurs, le tournage a été retardé. Ce qui explique la diffusion de la série avancée de la série Easy Fortune Happy Life.
Lieux de tournage
- Taoyuan
- Université nationale centrale
- Université Yuan Ze
- Hôpital général Min-Sheng
- Taipei
- Nouveau Taipei
- Comté de Yilan

### Bande-originale
| No  | Titre                                                                    | Musique                  | Durée |
| --- | ------------------------------------------------------------------------ | ------------------------ | ----- |
| 1.  | I Love Him (我愛他)                                                      | Della Ding               | 04:44 |
| 2.  | Loved One (親人)                                                         | Della Ding               | 04:53 |
| 3.  | I Presumed - secret version (拓也的秘密心願 - 我以為) Inst.              | Yen-j                    | 02:23 |
| 4.  | Not Letting Go (相遇就不放手) Inst.                                      | Yen-j                    | 01:59 |
| 5.  | All for Love (一切為了愛)                                                | Victor Wong              | 03:31 |
| 6.  | I Love Him - Next Stop, Happiness version (下一站，幸福 - 我愛他 ) Inst. | Yen-j                    | 02:29 |
| 7.  | I Presumed (我以為)                                                      | Victor Wong              | 04:56 |
| 8.  | Air On The G String (G弦之歌) Inst.                                      |                          |       |
| 9.  | Why Are Lying version (最美麗的謊言 - 你為什麼說謊)                      |                          | 03:15 |
| 10. | Full of Imagination (充滿幻想的年少) Inst.                               | Yen-j                    | 02:01 |
| 11. | Four-Leaf Clover (幸運草)                                                | Della Ding               | 04:24 |
| 12. | Loved One version (愛你不要失憶 - 親人) Inst.                            |                          | 03:17 |
| 13. | Suddenly Want To Love You (突然想愛你)                                   | Della Ding et Wakin Chau | 04:52 |

### Diffusion internationale
| Pays         | Chaîne                             | Titre                             | Série première                  |
| ------------ | ---------------------------------- | --------------------------------- | ------------------------------- |
| Taïwan       | TTV                                | 下一站, 幸福                      | 4 octobre 2009                  |
| Taïwan       | Sanlih E-Television                | 下一站, 幸福                      | 10 octobre 2009                 |
| Hong Kong    | TVB Network Vision Limited         |                                   | 20 décembre 2009                |
| Singapour    | Starhub TV MediaCorp Channel U     |                                   | 9 janvier 2010 23 décembre 2010 |
| Japon        | BS Japan Kyoto Broadcasting System | 秋のコンチェルト                  | 27 février 2010                 |
| Chine        | China Entertainment Television     | 下一站,幸福                       | 18 mars 2010                    |
| Malaisie     | Shuang Xing                        |                                   | 11 avril 2010                   |
| États-Unis   | KTSF                               | Autumn's Concerto                 | 17 mai 2010                     |
| Philippines  | ABS-CBN                            | I Love You So (Autumn's Concerto) | 14 février 2011                 |
| Corée du Sud | CHING                              |                                   |                                 |

### Sources
- (en) Cet article est partiellement ou en totalité issu de l’article de Wikipédia en anglais intitulé « Autumn's Concerto » (voir la liste des auteurs).